# Гавриловский сельский совет (Харьковская область)
Гавриловский сельский совет — входит в состав Изюмского района Харьковской области Украины.
Административный центр сельского совета находится в селе Гавриловка.

## История
- 1923 — дата образования.

## Населённые пункты совета
- село Гавриловка
- село Африкановка
- село Богданово
- село Ивановка
- село Ковалевка
- село Котовка
- село Малиновка
- село Новобогданово
- село Пригожее
- село Степовое
- село Червоная Заря

### Ликвидированные населённые пункты
- посёлок Соцнаступ